# Phylidonyris
Phylidonyris es un género de aves paseriformes perteneciente a la familia de los Meliphagidae. 

## Especies
Contiene tres especies:
- Phylidonyris pyrrhopterus (Latham, 1802) - mielero alafuego;
- Phylidonyris novaehollandiae (Latham, 1790) - mielero de Nueva Holanda;
- Phylidonyris niger (Bechstein, 1811) - mielero cariblanco.

En el pasado también se clasisicaba en este género el mielero frentiblanco.